# Piscataway (New Jersey)
Piscataway è un comune (township) degli Stati Uniti d'America, nella contea di Middlesex, nello Stato del New Jersey.
Fa parte dell'area metropolitana Trenton-Princeton-New Brunswick ed è equidistante da New York e Filadelfia.
Il nome deriva probabilmente da quello del fiume Piscataqua, tra New Hampshire e Maine, territori dal quale provenivano i coloni, Quaccheri e Battisti, che fondarono il primo insediamento nel 1666.

## Località
Il comune comprende il census-designated place di:
- Society Hill

e le località di:
- New Market (già Quibbletown)
- Randolphville
- Fieldville
- North Stelton

## Sport
La città fu sede dello Sky Blue, società di calcio femminile professionistico fondata nel 2009 e che al debutto, iscritta alla neoistituita Women's Professional Soccer, è riuscita ad ottenere la vittoria nel campionato. Dopo un anno di pausa, dal 2012 rimase iscritta al National Women's Soccer League (NWSL), massima lega professionistica di calcio femminile degli Stati Uniti d'America, fino al 2020, mutando il nome in NJ/NY Gotham FC.